# Ophionyssus
Ophionyssus es un  género de ácaros parásitos perteneciente a la familia  Macronyssidae.

## Especies
Ophionyssus Mégnin, 1883
- Ophionyssus arnhemlandensis (Womersley, 1956)
- Ophionyssus dolatelacensis Fain & Bannert, 2002
- Ophionyssus ehmanni Domrow, 1985
- Ophionyssus galeotes Domrow, Heath & Kennedy, 1980
- Ophionyssus galloticolus Fain & Bannert, 2000
- Ophionyssus javanensis Micherdzinski & Lukoschus, 1987
- Ophionyssus lacertinus (Berlese, 1892)
- Ophionyssus myrmecophagus (Fonseca, 1954)
- Ophionyssus natricis (Gervais, 1844)
- Ophionyssus saurarum (Oudemans, 1901)
- Ophionyssus schreibericolus Moraza, 2009[2]
- Ophionyssus scincorum Domrow, Heath & Kennedy, 1980
- Ophionyssus setosus Fain & Bannert, 2000
- Ophionyssus tropidosaurae (Till, 1957)